# Dafydd Sanders
Dafydd Sanders (19 de septiembre de 1984) es un deportista neozelandés que compitió en taekwondo. Ganó tres medallas en el Campeonato de Oceanía de Taekwondo entre los años 2005 y 2016.

## Palmarés internacional
| Campeonato de Oceanía | Campeonato de Oceanía  | Campeonato de Oceanía | Campeonato de Oceanía |
| Año                   | Lugar                  | Medalla               | Categoría             |
| --------------------- | ---------------------- | --------------------- | --------------------- |
| 2005                  | Sídney (Australia)     | Medalla de plata      | +80 kg                |
| 2012                  | Gold Coast (Australia) | Medalla de bronce     | +80 kg                |
| 2016                  | Suva (Fiyi)            | Medalla de plata      | +80 kg                |